# Notenwert

Ganze, Halbe, Viertel, Achtel, Sechzehntel, Zweiunddreißigstel und Vierundsechzigstel

Ein Notenwert ist die Darstellung der Tondauer einer Note in der Notenschrift. Die Ableitung der absoluten Dauer eines Tons kann nur in Verbindung mit einer Tempoangabe erfolgen, da der Notenwert nur das Verhältnis zu anderen Notenwerten anzeigt.

## Noten

Darstellung der Notenwerte im Umfang von -Takten

Die gebräuchlichsten Notenwerte der westlichen Musiknotation sind auf der Grafik zu sehen. Die Noten setzen sich aus den Elementen Kopf (leer oder gefüllt), Hals (mit oder ohne) und Fähnchen bzw. Balken zusammen. In der ersten Spalte sehen wir:
- die ganze Note: leerer Kopf ohne Hals;
- die halbe Note: leerer Kopf mit Hals;
- die Viertelnote: (dunkel) gefüllter Kopf mit Hals.

Die Anordnung der Noten untereinander zeigt im Bild das Verhältnis ihrer Tondauern: Eine ganze Note ist gleich lang wie zwei halbe Noten, und eine halbe Note lässt sich in zwei Viertelnoten teilen. Mathematisch gesehen kann hier Bruchrechnung angewendet werden, wobei sich die Nenner auf Zweierpotenzen (Ganze, Halbe, Viertel, Achtel etc.) beschränken. Bei Triolen und anderen Unterteilungen gilt dies allerdings nicht (siehe unten).
Die zweite Spalte zeigt die weiteren Halbierungen der Werte, die jeweils durch Hinzufügen eines weiteren Fähnchens oder Balkens entstehen:
- die Achtelnote: gefüllter Kopf mit einem Fähnchen oder Balken am Hals;
- die Sechzehntelnote: gefüllter Kopf mit zwei Fähnchen oder Balken am Hals;
- die Zweiunddreißigstelnote: gefüllter Kopf mit drei Fähnchen oder Balken am Hals.

Sehr kleine Notenwerte sind aufgrund der zunehmenden Zahl von Balken bzw. Fähnchen schlechter zu lesen, doch prinzipiell ist dieses System beliebig weit fortsetzbar. So sind zuweilen Vierundsechzigstelnoten und Einhundertachtundzwanzigstelnoten anzutreffen.

Schreibweisen für die Brevis

Wenn mehrere Noten mit Fähnchen aufeinanderfolgen, so kann man diese in Gruppen zusammenfassen und die Fähnchen durch Balken ersetzen.
Die Brevis oder „Doppelganze“ findet sich vor allem in modernen Notenausgaben von Werken der Alten Musik (Spätmittelalter und Renaissance). Das Bild zeigt drei verschiedene Schreibweisen. Noch länger als die Brevis sind Longa und Maxima  oder Longa duplex der Mensuralnotation.

## Pausen

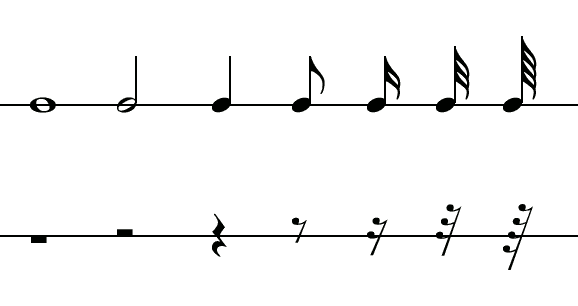
Notenwerte und darunter die entsprechenden Pausenwerte: ganze Pause, halbe Pause, Viertelpause usw.

Analog zu den Notenwerten gibt es entsprechende Pausenwerte: ganze Pause, halbe Pause, Viertelpause, Achtelpause usw. In der Abbildung sind die verschiedenen Pausen unter den entsprechenden (gleich langen) Noten zu sehen. Das Zeichen für eine ganze Pause „hängt“ an der zweitobersten Notenlinie, das Zeichen für eine halbe Pause „liegt“ auf der mittleren der fünf Notenlinien.
Sich über mehrere Takte hinweg erstreckende Pausen werden mit einem liegenden Balken gekennzeichnet, an dessen Enden sich zwei Senkrechte befinden. Über dem System wird die Dauer der Pause in Takten als Zahl angegeben. Es ist üblich, am Ende einer vieltaktigen Pause Stichnoten anderer markanter Stimmen zu setzen, um dem Musiker den korrekten Einsatz zu erleichtern.

Ein altes System zur Kennzeichnung mehrtaktiger Pausen

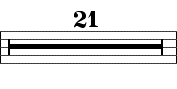
21 Takte Pause, moderne Notation

## Punktierungen
Wird einem Noten- oder Pausenwert ein Punkt angefügt, so verlängert sich der Wert um die Hälfte, also um die Länge des nächstkleineren Notenwertes. Die punktierte Note oder Pause entspricht damit dem Dreifachen des nächstkleineren Notenwertes. Eine punktierte halbe Note entspricht also einer halben Note plus einer Viertelnote, eine punktierte Viertelnote einer Viertel- plus einer Achtelnote. Mittels der Punktierung lassen sich somit ternäre (durch drei kleinere Werte teilbare) Notenwerte darstellen. So bezieht sich z. B. der Grundschlag eines 6⁄8-Takts oftmals nicht auf die Achtel, sondern auf die punktierte Viertel, weswegen der 6⁄8-Takt auch den zweiteiligen (binären) Taktarten zugerechnet wird.
Eine doppelte Punktierung verlängert eine Note oder Pause um die Hälfte und ein Viertel. Somit entspricht eine doppelt punktierte halbe Note einer halben Note plus einer Viertelnote plus einer Achtelnote.

## Triolen und andere Unterteilungen
Unterteilungen in zwei Teile heißen „binär“, Unterteilungen in drei Teile  „ternär“. Da die moderne Notenschrift von der binären, d. h. geradzahligen Teilung der Notenwerte ausgeht (Halbe, Viertel, Achtel usw.), und keine eigenen Notenzeichen für ternäre und andere ungeradzahlige Unterteilungen ausgebildet hat, lassen sich Abweichungen vom Prinzip der Zweiteilung nur durch die Angabe des jeweils vorliegenden Teilungswertes darstellen (siehe Abbildungen).

### Triole

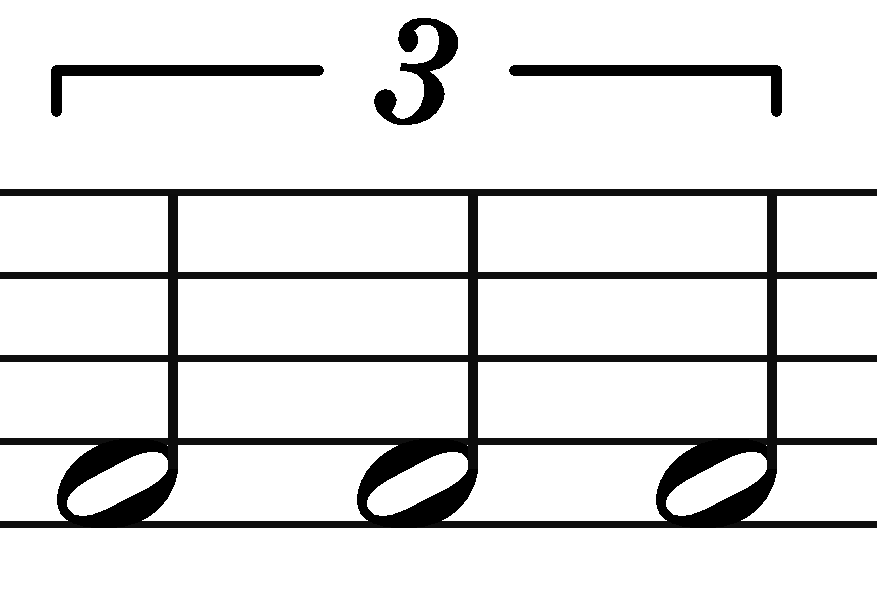
Halbetriole

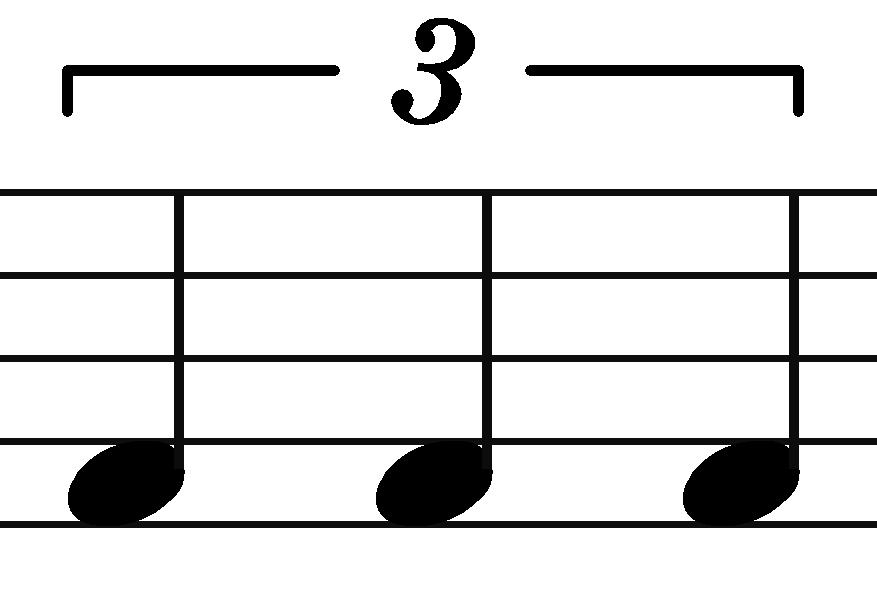
Vierteltriole

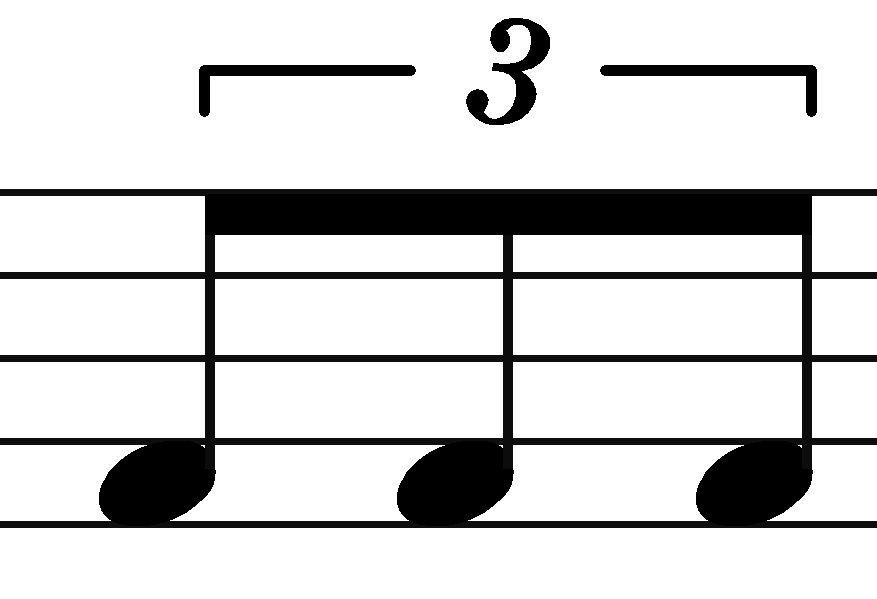
Achteltriole

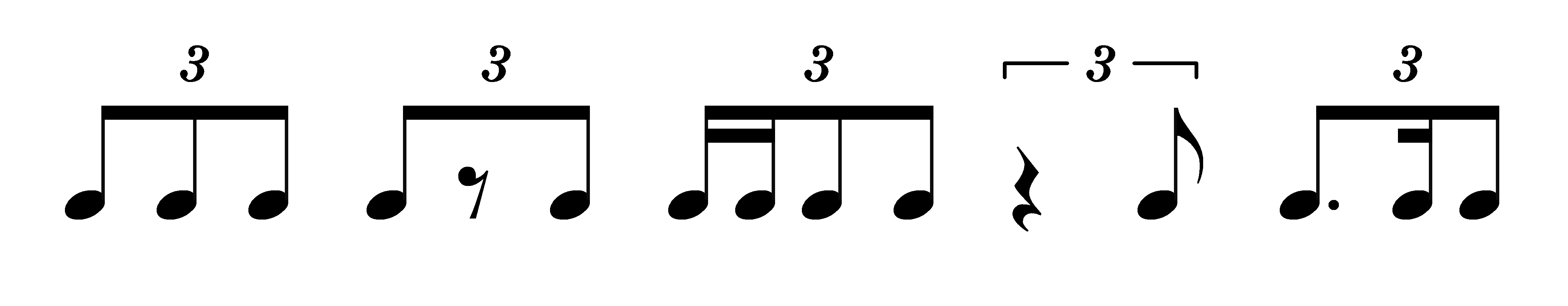
Rhythmisierungen einer Triole

Wenn an die Stelle einer Zweierteilung eine Dreierteilung tritt, bezeichnet man das Ergebnis als Triole. So führt die ternäre Unterteilung einer Halben zu einer Vierteltriole, oder einer Viertel zu einer Achteltriole. Ein einzelner Wert einer Achtel-, Viertel- bzw. Halbetriole entspricht somit einem Drittel einer Viertelnote, halben Note bzw. ganzen Note. 
Die Verwendung von zusammengesetzten Dauern und Pausen ermöglicht es, Triolen zu rhythmisieren.

### Andere Teilungen
Wenn ein ternärer Notenwert (z. B. eine punktierte Viertel) binär unterteilt wird, bezeichnet man das Ergebnis als Duole. So ergibt die binäre Teilung eines 3⁄8-Takts eine Achtelduole. Die viergliedrige Quartole tritt für drei oder sechs, die fünfgliedrige Quintole für drei, vier oder sechs, die sechsgliedrige Sextole für vier und die siebengliedrige Septole oder Septimole für sechs oder acht Noten gleicher Form ein. Die weiteren Teilungen heißen Oktole, Nonole oder Novemole, Dezimole, Undezimole usw.
Sextolen können sich in zweimal drei oder dreimal zwei Noten gruppieren – die erste Form gilt als „Doppeltriole“, die zweite Form als „eigentliche Sextole“. Im folgenden Beispiel steht das Wort „Apfelstrudel“ für vier gleiche Notenwerte; „Großmutters Hefezopf“ und „Schokosahnetorte“ repräsentieren Doppeltriole und Sextole:
| Vierergruppe | Ap-   | Ap-   | Ap-   | Ap-   | Ap-  | Ap-  | fel- | fel- | fel- | fel- | fel- | fel- | stru- | stru- | stru- | stru- | stru- | stru- | del  | del  | del  | del  | del  | del  |
| Doppeltriole | Groß- | Groß- | Groß- | Groß- | mut- | mut- | mut- | mut- | ters | ters | ters | ters | He-   | He-   | He-   | He-   | fe-   | fe-   | fe-  | fe-  | zopf | zopf | zopf | zopf |
| Sextole      | Scho- | Scho- | Scho- | Scho- | ko-  | ko-  | ko-  | ko-  | sah- | sah- | sah- | sah- | ne-   | ne-   | ne-   | ne-   | tor-  | tor-  | tor- | tor- | te   | te   | te   | te   |

### Notation
Um eine Triole anzuzeigen, wird die Notengruppe mit der Zahl „3“ versehen; eine Quartole erhält die Zahl „4“; und so weiter. Die Zahl steht mittig über oder unter der Notengruppe und wird oft mit einem kurzen Bogen in der Art eines Legatobogens gekennzeichnet. Wo ein durchgängiger Balken fehlt, kann die Notengruppe mit einer eckigen Klammer versehen werden, die Beginn und Ende genau anzeigt. In komplexeren Fällen wird statt der Zahl gelegentlich das Zahlenverhältnis angegeben. Takt 6 von Karlheinz Stockhausens Klavierstück I steht im 2⁄4-Takt und wird von der Angabe „5 : 4“ überspannt (fünf Achtel treten an die Stelle von vier Achteln). Die ersten zwei dieser vier Achtel sind wiederum mit „7 : 8“ bezeichnet, die übrigen drei Achtel mit der Angabe „11 : 12“ (sieben bzw. elf treten an die Stelle von acht bzw. zwölf Zweiunddreißigsteln).
In Fällen, in denen eine Triolisierung nicht vorübergehend (akzidenziell, zufällig), sondern dauerhaft (modal, von beibehaltener Art) ist, wird oft gar keine Teilungsangabe vorgenommen. So zieht sich eine Achteltriolenbewegung durch den ganzen ersten Satz von Ludwig van Beethovens sogenannter Mondscheinsonate, ohne dass die Triolen eigens angezeigt werden. Auch andere irreguläre Unterteilungen werden nicht immer ausdrücklich notiert. Wo sich die Notenwerte des Taktes nicht zur regulären Gesamtmenge addieren, muss umsichtig ermittelt werden, wo z. B. Quartolen oder Quintolen zu spielen sind.

### Berechnung

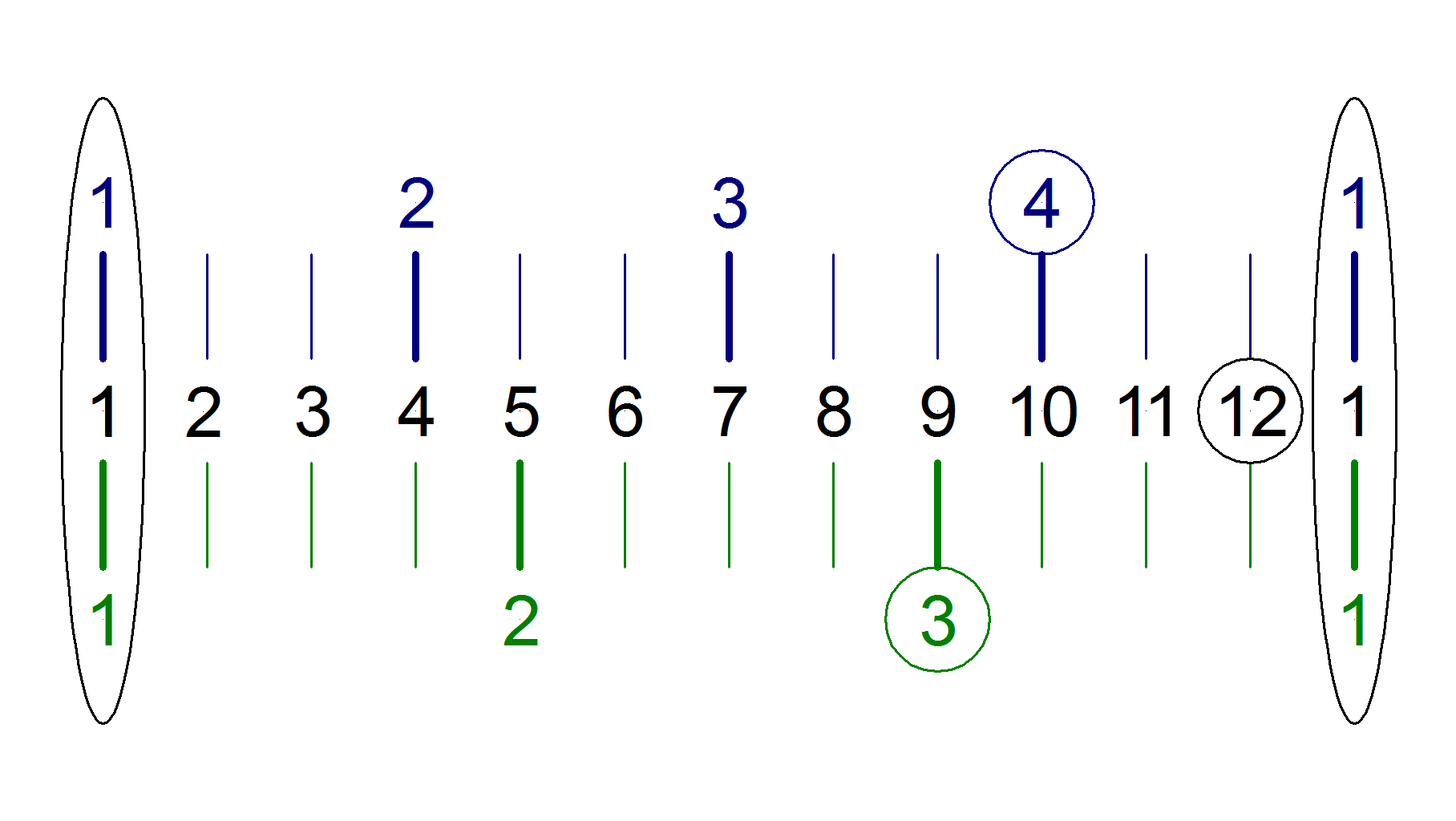
Beispiel für die Aufteilung der Zeitachse in zwölf gleiche Abschnitte bei einer Quartole mit vier Zählzeiten auf drei zu teilenden Zählzeiten, sodass alle Schläge der zu teilenden und der geteilten Zählzeiten genau auf einen Schlag zwischen den Abschnitten kommen. Die Grundzählzeiten auf der Zwölferskala sind die 1, die 5 und die 9, und die Zählzeiten der Quartole sind die 1, die 4, die 7 und die 10.

Damit ein triolisierter mit einem regulären (binären) Notenwert vergleichbar ist, muss die übergeordnete Dauer in das kleinste gemeinsame Vielfache aufgebrochen werden (2 × 3 = 6): So dauert das reguläre Achtel drei Sechstel, ein triolisiertes Achtel zwei Sechstel einer Viertelnote.
Wenn {\displaystyle X} Zählzeiten in {\displaystyle Y} gleiche Teile geteilt werden sollen, kann das kleinste gemeinsame Vielfache {\displaystyle V=\operatorname {kgV} (X,Y)} der beiden ganzen Zahlen {\displaystyle X} und {\displaystyle Y} genommen werden, um eine gleichmäßige Aufteilung auf der Zeitachse zu erreichen, die für alle auftretenden Zählzeiten einen entsprechenden Schlag hat.
Die Grundzählzeiten mit {\displaystyle X} Schlägen sind dann auf der kleinteiligen Skala mit {\displaystyle V} Schlägen:
{\displaystyle V_{X,i}=i\cdot X+1}, mit {\displaystyle 0\leq i<{\frac {V}{X}}}
Die Zählzeiten der Teilung mit {\displaystyle Y} Schlägen ergeben sich auf den folgenden Zählzeiten der kleinteiligen Skala mit {\displaystyle V} Schlägen:
{\displaystyle V_{Y,j}=j\cdot Y+1}, mit {\displaystyle 0\leq j<{\frac {V}{Y}}}
Wenn eine Quartole mit {\displaystyle Y=4} Zählzeiten auf {\displaystyle X=3} Zählzeiten verteilt werden soll, muss der gesamte Zeitraum in {\displaystyle V=12} Abschnitte geteilt werden (siehe Abbildung 2). Die Schläge auf der kleinteiligen Skala für die Grundzählzeiten {\displaystyle V_{X,i}} lauten dann 1, 5 und 9, und diejenigen für die Teilung {\displaystyle V_{Y,i}} lauten dann 1, 4, 7 und 10.

### Interpretation

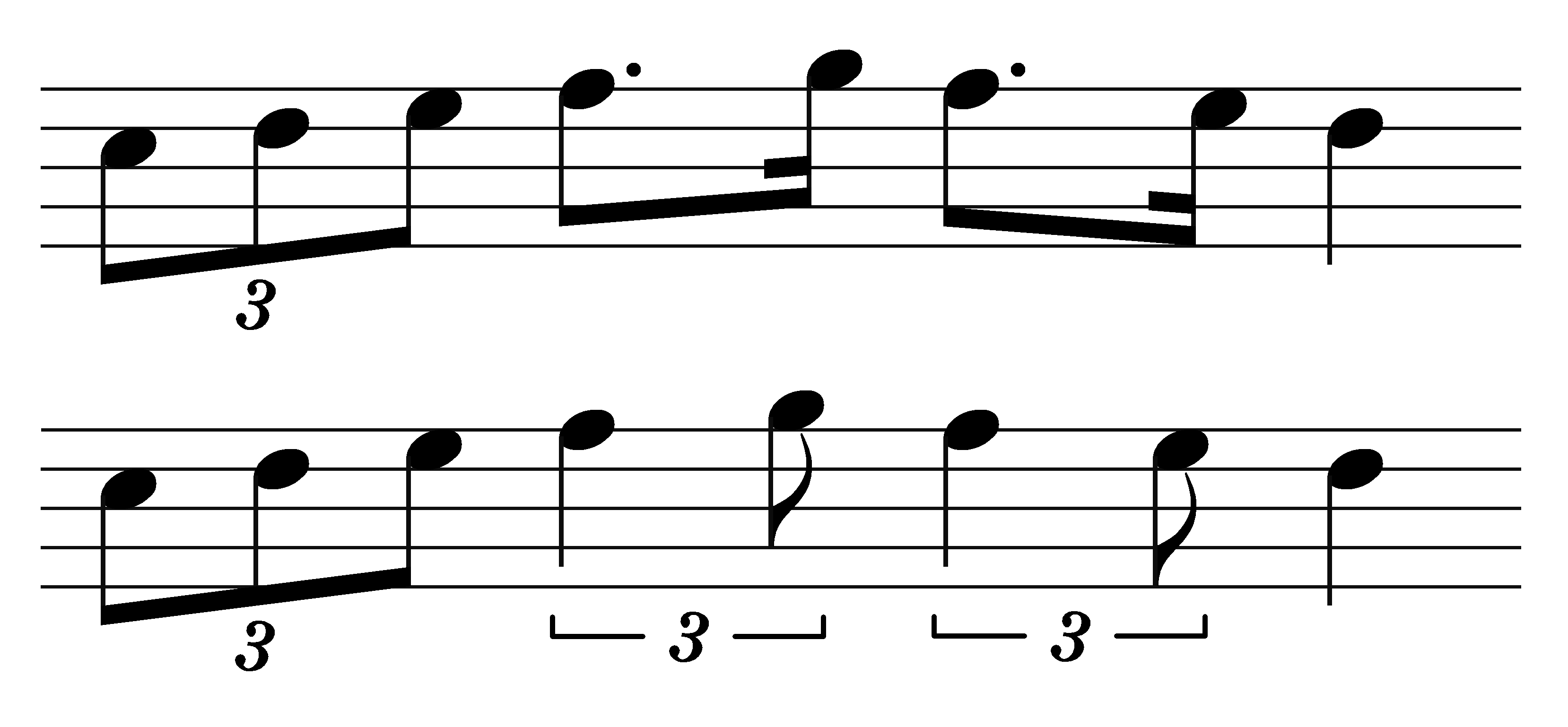
Punktierte Achtel als Triole

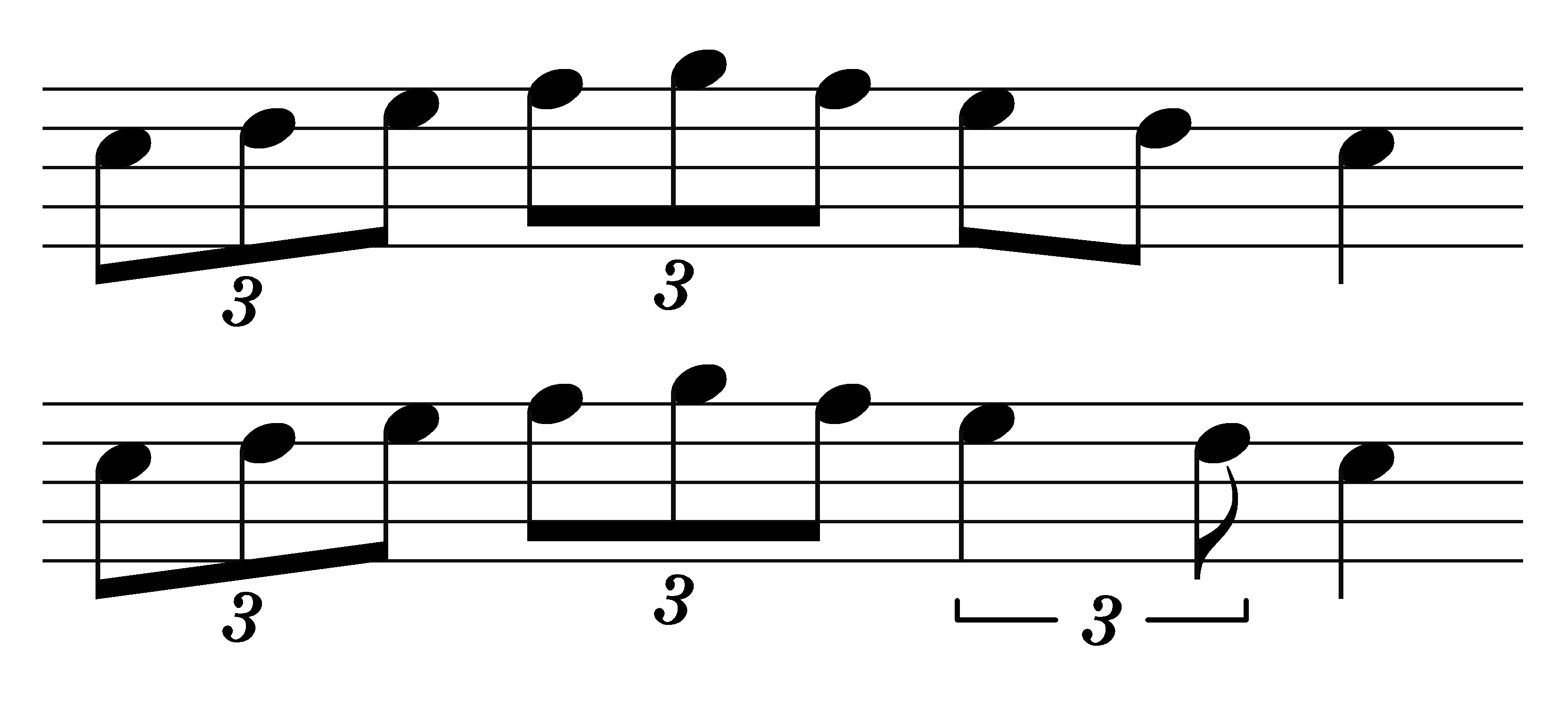
Achtel als Triole

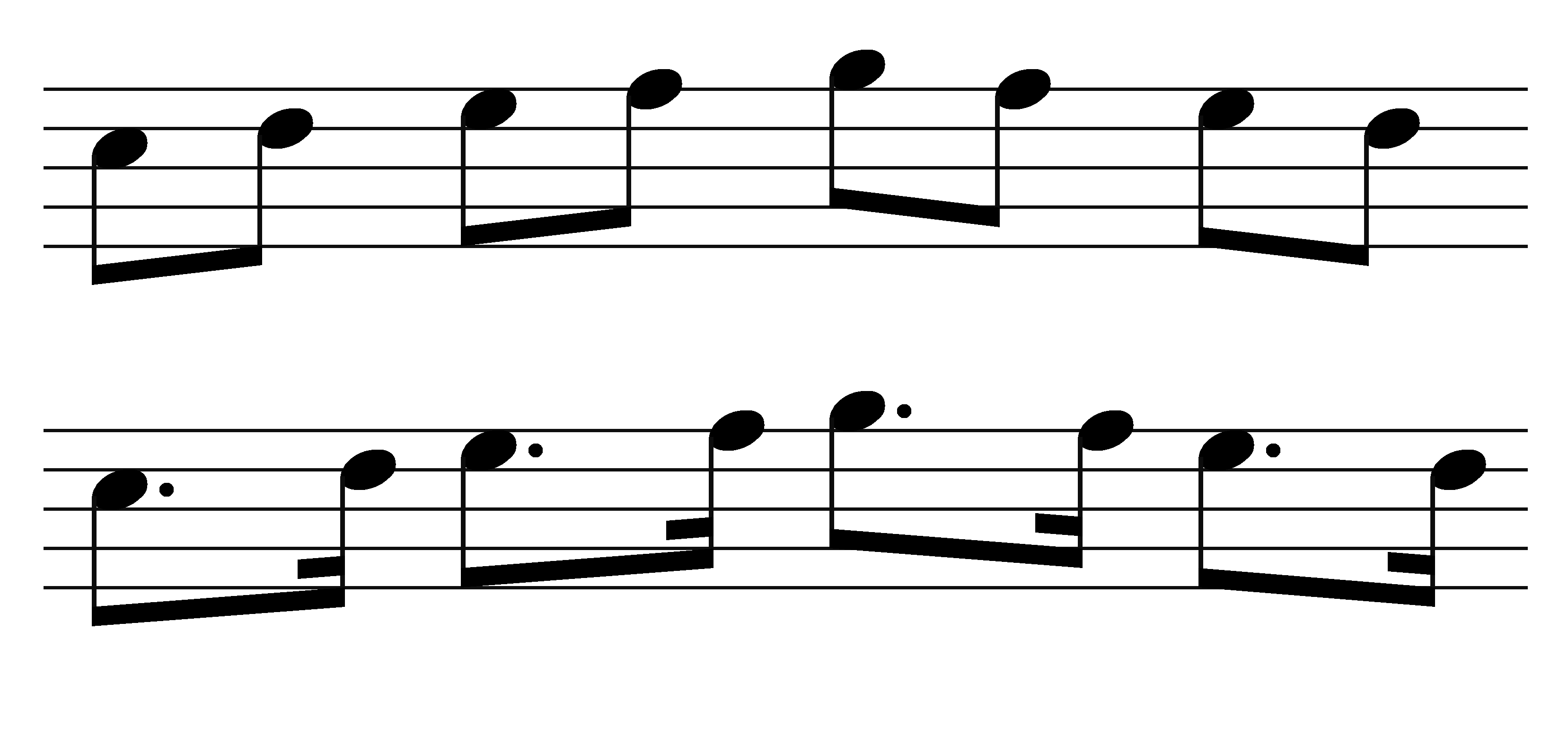
Notes inégales (punktiert)

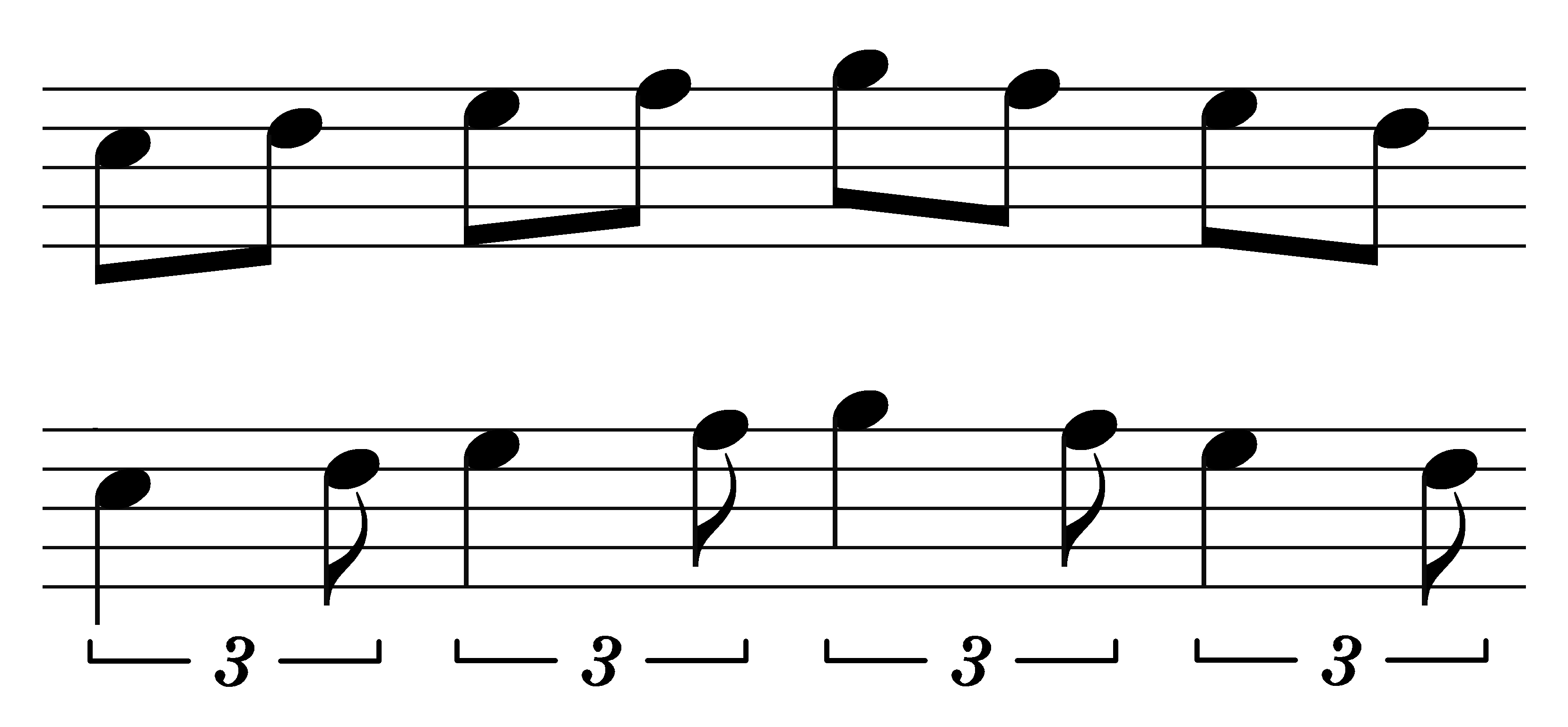
Notes inégales (triolisch)

Im Hoch- und Spätbarock findet man oft Abschnitte, die mit Triolen aufzuführen sind, obwohl diese nicht als solche notiert werden. Das geschieht meistens als Angleichung, wenn eine Stimme Triolen, die andere jedoch keine enthält, oder wenn eine Linie ständig Triolen, die andere punktierte Achtel und Sechzehntel aufweist. In der französischen und französisch geprägten Barockmusik können Passagen, die nur aus Achtelketten bestehen, triolisch ausgeführt werden (siehe dazu notes inégales).
Im Blues, im Jazz und in der Rockmusik gibt es das Triolenfeeling oder Shuffle genannte Phänomen, dass als Achtel notierte Unterteilungen beim Spielen wie Triolen behandelt werden. Tatsächlich geht es hierbei um ein gefühltes Lang-Kurz, das praktisch kontinuierlich zwischen zwei Extremen variieren kann, allerdings erst ab einem gewissen absoluten Referenzwert, nämlich dort, wo man die kleinste vorkommender Dauer nicht mehr zählend wahrnimmt. So können auf dieser mikrorhythmischen Ebene – je nach Tempo – auch 3:1, 4:1, 5:1 … (schärfer), aber z. B. auch 2:1, 3:2, 4:3, … (weniger scharf), so wie kontinuierliches Changieren zwischen diesen, noch als Shuffle aufgefasst werden. Entscheidend ist, dass die Längung als der metrische Schwerpunkt, also als der Anfang (Referenzpunkt bei der Wahrnehmung) der modal-rhythmischen Lang-Kurz-Gestalt aufgefasst wird.